# Žena, která všechno ví
Žena, která všechno ví (v originále Desk Set) je americká romantická komedie z roku 1957, kterou režíroval Walter Lang. Hlavní role ztvárnili Spencer Tracy a Katharine Hepburnová.

## Příběh
Bunny Watsonová (Katharine Hepburnová) spolu s Peg Costollovou (Joan Blondellová), Sylvií Blairovou (Dina Merrillová) a Ruthie Saylorovou (Sue Randallová) pracují jako referenční služba v knihovně ve Federal Broadcasting Network na Manhattanu a široké veřejnosti odpovídají telefonicky na nejrůznější otázky. Bunny je také již sedm let ve vztahu s Mikem Cutlerem (Gig Young), který se však stále odmítá oženit, což Bunny čím dál více mrzí. Do jejich knihovny však jednou zavítá svérázný inženýr a odborník na efektivitu a digitalizaci Richard Sumner (Spencer Tracy) a všechny zaměstnankyně knihovny brzy pochopí, že má v plánu je nahradit výkonným počítačem zvaným EMERAC. Richard se však brzy také zakouká do Bunny, která tuto příležitost využije, aby mu instalaci počítače vymluvila. Richarda však přesvědčit nedokáže a s blížícími se Vánocemi přichází postupná digitalizace i ostatních oddělení. Během vánočního večírku se žárlivý Mike s Bunny po hádce rozejde.
I přes veškeré snahy je EMERAC do knihovny naistalován a všem v knihovně také přijde dopisem výpověď, což jejich obavy z nahrazení potvrdí. EMERAC se však hned při prvním uvedení do provozu potýká se spoustou problémů a všechny čtyři kamarádky se pustí do práce po staru a dokážou, že na otázky umí odpovědět mnohem rychleji než EMERAC, který ovládá nezkušená slečna Warrinerová (Neva Pattersonová). Brzy se však ukáže, že jejich výpověď poslal jiný počítač, který omylem vyhodil všechny zaměstnance společnosti včetně prezidenta. Práce jim tudíž zůstane a stroj pro ně bude pouze usnadněním, jak bylo od počátku zamýšleno. 

## Obsazení
| Spencer Tracy        | Richard Sumner     |
| Katharine Hepburnová | Bunny Watsonová    |
| Gig Young            | Mike Cutler        |
| Joan Blondellová     | Peg Costellová     |
| Dina Merrillová      | Sylvia Blairová    |
| Sue Randallová       | Ruthie Saylorová   |
| Neva Pattersonová    | slečna Warrinerová |
| Diane Jergensová     | Alice              |
| Merry Anders         | Cathy              |